# Vindesina
Vindesina es un antimitótico alcaloide de Vinca utilizado en la quimioterapia. Se utiliza para tratar diferentes tipos de cáncer, incluyendo leucemia, linfoma, melanoma, cáncer de mama y cáncer de pulmón.